# Телетай
Телетай (Teletie) — российская телекоммуникационная компания, виртуальный оператор сотовой связи. Оказывает телекоммуникационные услуги и является виртуальным оператором мобильной связи MVNO, используя инфраструктуру другого оператора мобильной связи для продажи своих услуг мобильной связи и собственных тарифных планов.

## История
Компания была создана в 2012 году предпринимателем Максимом Мнякиным. В том же году был заключён партнёрский договор с ПАО «Вымпелком», после чего компания начала свою работу в сегменте SOHO (от англ. Small office/home office — «малый офис/домашний офис»), ориентированном на малый бизнес (самозанятые, индивидуальные предприниматели, работающие на стыке b2b и b2c). Сим-карты «Телетай» были представлены во всех салонах связи и сетях сотового ритейла: «Связной», «Евросеть», «Ион», «Телефон.ру» и других.
Первоначально компания работала в Москве. В 2014 году начала предоставлять услуги связи в Санкт-Петербурге, а с 2017 года стала работать в 22 регионах России. На 2021 год «Телетай» имеет более 1200 точек продаж, а услуги мобильной связи предоставляются во всех регионах России.
В 2016 году «Телетай» обновили программное обеспечение и перешли на решение на базе частного облака от компании «Форвард Телеком». «Форвард Телеком» полностью взяла на себя все интеграции и техническое сопровождение биллинговой системы. При реализации проекта были задействованы сразу несколько продуктов: Forward Billing — конвергентная биллинговая система для автоматизации процессов оператора связи, Forward BPM — для автоматизации бизнес-процессов, Forward PRM — для расчета вознаграждений партнеров, Forward SP — для интеграции с ИТ инфраструктурой ПАО «Вымпелком». Данные решения позволили «Телетай» формировать и предлагать рынку современную тарифную политику, в том числе использовать многобалансовость, бонусные и скидочные программы, выполнять настраиваемое квотирование баланса и реализовывать сложные современные пакеты передачи данных с возможностью тарификации в зависимости от источника трафика.
В 2018 году была запущена услуга Виртуальной АТС.
Также в 2018 году компания получила лицензию Роскомнадзора на оказание услуг местной телефонной связи.
В 2020 году компания запустила продажи тарифных планов на маркетплейсах Wildberries, Ozon, Яндекс.Маркет, СберМаркет, в сети вендинговых аппаратов «Mobilebox».